# Emmanuel Brzostowski
Emmanuel Brzostowski herbu Strzemię (zm. 20 grudnia 1689 roku) – pisarz wielki litewski w 1685 roku.
Syn wojewody trockiego Cypriana Pawła Brzostowskiego, brat Jana Władysława pisarza wielkiego litewskiego oraz biskupa wileńskiego Konstantego Kazimierza. 